# تقييم مونتريال الإدراكي

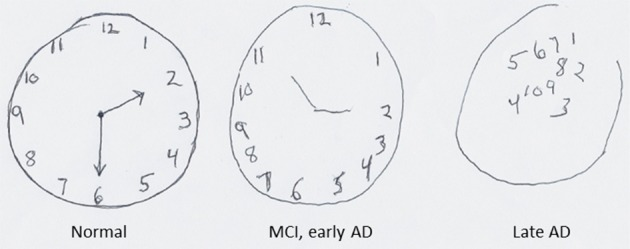
في مهمة رسم الساعة هذه، يُطلب من الشخص رسم ساعة بها ارقام الساعات وعرض الوقت 2:30. تظهر النتائج لشخص تحت الملاحظة في زيارات مختلفة تدهورًا في قدرة معالجة مع مرور الزمن حيث أنها تتدهور الحالة من ضعف إدراكي معتدل (MCI) إلى مرض الزهايمر الشديد (AD).

تقييم مونتريال الإدراكي (بالإنجليزية: Montreal Cognitive Assessment)‏ (اختصارًا: MoCA) هو تقييم فحص مستخدم على نطاق واسع للكشف عن ضعف الإدراك .  تم إنشاؤه في عام 1996 من قبل الدكتور زياد نصرالدين في مونتريال ، كيبيك . تم التحقق من صحة التقييم في وضع ضعف إدراكي معتدل ، وتم اعتماده لاحقًا في العديد من الأماكن الأخرى سريريًا.

## قالب التقييم
تقييم MoCA عبارة عن اختبار من 30 نقطة من صفحة واحدة يتم إجراؤه في حوالي 10 دقائق.  تتوفر تعليمات التقييم وطريقة إدارته للأطباء عبر الإنترنت. الاختبار متاح بـ 46 لغة ولهجة (اعتبارًا من 2017).